# Bezpieczeństwo ruchu drogowego
Ten artykuł należy dopracować:

przedstawiono sytuację tylko z polskiej perspektywy – artykuł powinien być przekrojowy.
Pomóż go poprawić. 
Bezpieczeństwo ruchu drogowego (BRD) – powszechnie używana nazwa określająca zarówno zbiór zasad dotyczących bezpiecznego poruszania się po drogach, jak również osobna dziedzina wiedzy zajmująca się kształtowaniem właściwych warunków ruchu drogowego. Na BRD składają się zagadnienia z zakresu nadzoru nad ruchem drogowym, organizacji ruchu drogowego, szkolenia i egzaminowania kierowców, psychologii transportu, ratownictwa medycznego, stanu technicznego i wymagań wobec pojazdów, dróg i oznakowania, a także promowania pożądanych zachowań u uczestników ruchu drogowego.

## BRD w Polsce
Pomimo złego stanu bezpieczeństwa na drogach nie powstały w Polsce rządowe agencje wyspecjalizowane w ocenie stanu BRD odpowiadające za koordynację działań prawno-organizacyjnych i badawczych zmierzających do poprawy sytuacji (np. odpowiedniki amerykańskiego National Highway Traffic Safety Administration – NHTSA). Za monitorowanie stanu BRD i kształtowanie polityki w tym zakresie odpowiadają kolegialne ciała społeczne: na szczeblu rządowym jest to Krajowa Rada Bezpieczeństwa Ruchu Drogowego, międzyresortowy organ doradczy i pomocniczy Rady Ministrów w sprawach bezpieczeństwa ruchu drogowego. W jego skład wchodzą osoby wskazane w Prawie o ruchu drogowym, m.in. minister infrastruktury. We wszystkich województwach działają regionalne odpowiedniki KR BRD – Wojewódzkie Rady BRD. W ich skład wchodzą m.in. marszałek, wojewoda, komendant wojewódzki policji itp.
System finansowania jest niewydolny na poziomie nieadekwatnym do strat generowanych przez wypadki (w województwach jedyne środki przeznaczane na BRD pochodzą z zysków wypracowanych przez Wojewódzkie ośrodki ruchu drogowego podczas egzaminowania kierowców). Nie ma wyspecjalizowanych instytucji państwa, dla których BRD jest głównym i pierwszoplanowym przedmiotem działalności. Kadencyjność rad powiązanych ze stanowiskami w administracji rządowej i samorządowej utrudnia realizację działań długofalowych i powoduje, że o kształcie wielu inicjatyw decydują osoby bez należytego przygotowania zawodowego, doświadczenia i specjalistycznej wiedzy.